# Copa América de Basquetebol Masculino de 1980
A Copa América de Basquetebol Masculino de 1980, também conhecida como FIBA Americas Championship, ocorreu entre os dias 18 e 25 de Abril de 1980 em Porto Rico. As partidas ocorreram em San Juan no Coliseu Roberto Clemente. Essa Copa América de Basquetebol Masculino deu duas vagas para os Jogos Olímpicos de 1980 em Moscou, União Soviética.  A Seleção Porto-Riquenha venceu o torneio, mas devido ao boicote aos Jogos Olímpicos de Verão de 1980, por conta da Guerra Fria, foram enviadas para as Olimpíadas as seleções do Brasil e de Cuba.  

## Participantes
| Argentina Brasil Canadá Cuba México Porto Rico Uruguai |

## Fase única
| Time       | Pts | P | V | D | PF  | PC  | Dif  | Obs        |
| ---------- | --- | - | - | - | --- | --- | ---- | ---------- |
| Porto Rico | 11  | 6 | 5 | 1 | 651 | 535 | +116 | [ nota 1 ] |
| Canadá     | 11  | 6 | 5 | 1 | 544 | 476 | +68  |            |
| Argentina  | 10  | 6 | 4 | 2 | 584 | 526 | +68  | [ nota 2 ] |
| Brasil     | 10  | 6 | 4 | 2 | 543 | 557 | −14  | [ nota 3 ] |
| México     | 8   | 6 | 2 | 4 | 538 | 589 | −51  |            |
| Cuba       | 7   | 6 | 1 | 5 | 486 | 523 | −37  | [ nota 4 ] |
| Uruguai    | 6   | 6 | 0 | 6 | 492 | 632 | −140 |            |

18 de Abril de 1980
| Brasil     | 95–82 | Uruguai   |
| Canadá     | 77–74 | Cuba      |
| Porto Rico | 99–93 | Argentina |

19 de Abril de 1980
| Canadá     | 102–79 | México  |
| Brasil     | 78–76  | Cuba    |
| Porto Rico | 128–84 | Uruguai |

20 de Abril de 1980
| Canadá     | 111–72 | Uruguai |
| Argentina  | 104–79 | México  |
| Porto Rico | 113–88 | Cuba    |

21 de Abril de 1980
| Brasil | 92–90  | México    |
| Canadá | 89–86  | Argentina |
| Cuba   | 103–81 | Uruguai   |

23 de Abril de 1980
| Canadá     | 98–81   | Brasil  |
| Argentina  | 97–86   | Uruguai |
| Porto Rico | 134–104 | México  |

24 de Abril de 1980
| Argentina  | 118–98 | Brasil |
| Porto Rico | 84–67  | Canadá |
| México     | 88–70  | Cuba   |

25 de Abril de 1980
| México    | 98–87 | Uruguai    |
| Argentina | 86–75 | Cuba       |
| Brasil    | 99–93 | Porto Rico |

| Copa América de Basquetebol Masculino de 1980 |
| Porto Rico                                    |
| --------------------------------------------- |
| Porto Rico Campeão (1° título)                |